# 萧翼
萧翼（?—?），本名萧世翼，避讳唐太宗而改名，魏州莘县（今山东省莘县）人，祖籍南兰陵郡兰陵县（今江苏省常州市武进区），梁元帝曾孙，唐朝御史。
唐太宗李世民雅愛書法，想得到王羲之的《兰亭序》真跡书帖，知道真跡在王羲之七世孙智永的徒弟辨才和尚手中，屢次召辨才要向他購買，但辨才不願意割愛，屢屢推託。
唐太宗便派萧翼去山阴永欣寺設法奪取。萧翼自称山东书生，与辨才搞好关系，萧翼把梁元帝的《职贡图》拿出，展現給辨才看，問他有無名家珍品？辨才於是拿出《兰亭序》展示。萧翼趁辨才外出做客，偷拿了兰亭序逃走，並送交越州都督齐善行處，让他送到长安給太宗。
太宗非常得意，加封萧翼为五品员外郎，受骗的辨才也被赐糧食三千石、錦帛一千段，但辨才認為自己愧對師父智永的付託，一年即憂憤而卒。

## 相关
- 阎立本，《萧翼赚兰亭图》
- 巨然，《萧翼赚兰亭图》
- 电影《风流韵事》：岳华饰萧翼，井淼饰辨才。